# Juliane Gibbins
Juliane Gibbins (* 1973 in Berlin) ist eine deutsche Schauspielerin.

## Leben
Im Alter von 7 Jahren kam Juliane Gibbins mit ihren Eltern, einem Architekten und einer Kulturmanagerin, nach Hamburg und wuchs dort auf. Bereits 6-jährig hatte sie in einem Film von Rosa von Praunheim mitgewirkt, in Hamburg besuchte sie dann die Schauspielschule von Hildburg Frese. Mit einem Text aus Richard III. von William Shakespeare gelang ihr bei einem Casting die Aufnahme am 1995 von Paul McCartney gegründeten Liverpool Institute for Performing Arts, wo sie die erste deutsche Schülerin im Bereich Schauspiel war und das sie 1999 erfolgreich abschloss.
Erste Erfahrungen vor der Kamera machte Juliane Gibbins im Jahr 2000 in einer Folge der Reihe Tatort sowie in der Rolle der Lernschwester Edda Bernstein in der Krankenhausserie St. Angela. Es folgten weitere Gastrollen in bekannten Serie wie Der Landarzt, Küstenwache oder Unser Charly.
Juliane Gibbins lebt in Berlin.

## Filmografie
- 2000: Tatort – Der Trippler
- 2001: St. Angela (7 Folgen)
- 2001: Ein Millionär zum Frühstück
- 2001, 2004: Alphateam – Die Lebensretter im OP (2 Folgen: Blutsbrüder, Heirate mich)
- 2002: Die Rettungsflieger – Hitzefrei
- 2002: Für alle Fälle Stefanie (Folge: Bitteres Geheimnis)
- 2003: Alarm für Cobra 11 – Die Autobahnpolizei – Rock 'n Roll
- 2003: Tatort – Atlantis
- 2003–2007: Der Landarzt (4 Folgen)
- 2004: Küstenwache – Verhängnisvolle Freundschaft
- 2005: Ben – Nichts ist wie es scheint
- 2006: Die Krähen
- 2007: Küstenwache – Haffpiraten
- 2008: Unser Charly – Charly und das schwarze Schaf
- 2008: Vault (Kurzfilm)